# Alexander Arotin
Alexander Arotin (* 20. dubna 1970, Vídeň) je rakouský vizuální umělec, režisér a designer, který v současnosti cestuje mezi Barcelonou, Paříží, Berlínem a Benátkami.
Studoval skladbu hudby a hru na piáno na Hudební a dramatické univerzitě ve Vídni v 16 letech a v roce 1994 získal Beckettův diplom na Univerzitě aplikovaného umění ve Vídni.
Za jeho důležité práce můžeme označit reprezentaci Lorcova Amor de Don Perlimpín con Belisa en su jardín na Salcburském festivalu v roce 1992 a divadelní událost při příležitosti inaugurace v Stadthaus Ulm inspirovanou Beckettovou hrou Happy Days.
Arotin v současnosti pracuje na projektu non-lieu. První verze byla prezentována v lednu roku 2005: Beckettovo Čekání na Godota s Hansem Christianem Rudolphem, Sebastianem Mirowem, Karlem Merkatzem, Philippem Sebastianem a hudbou od Olgy Neuwirthové.